# 托勒爾河
46°31′08″N 6°21′32″E / 46.51885°N 6.35879°E

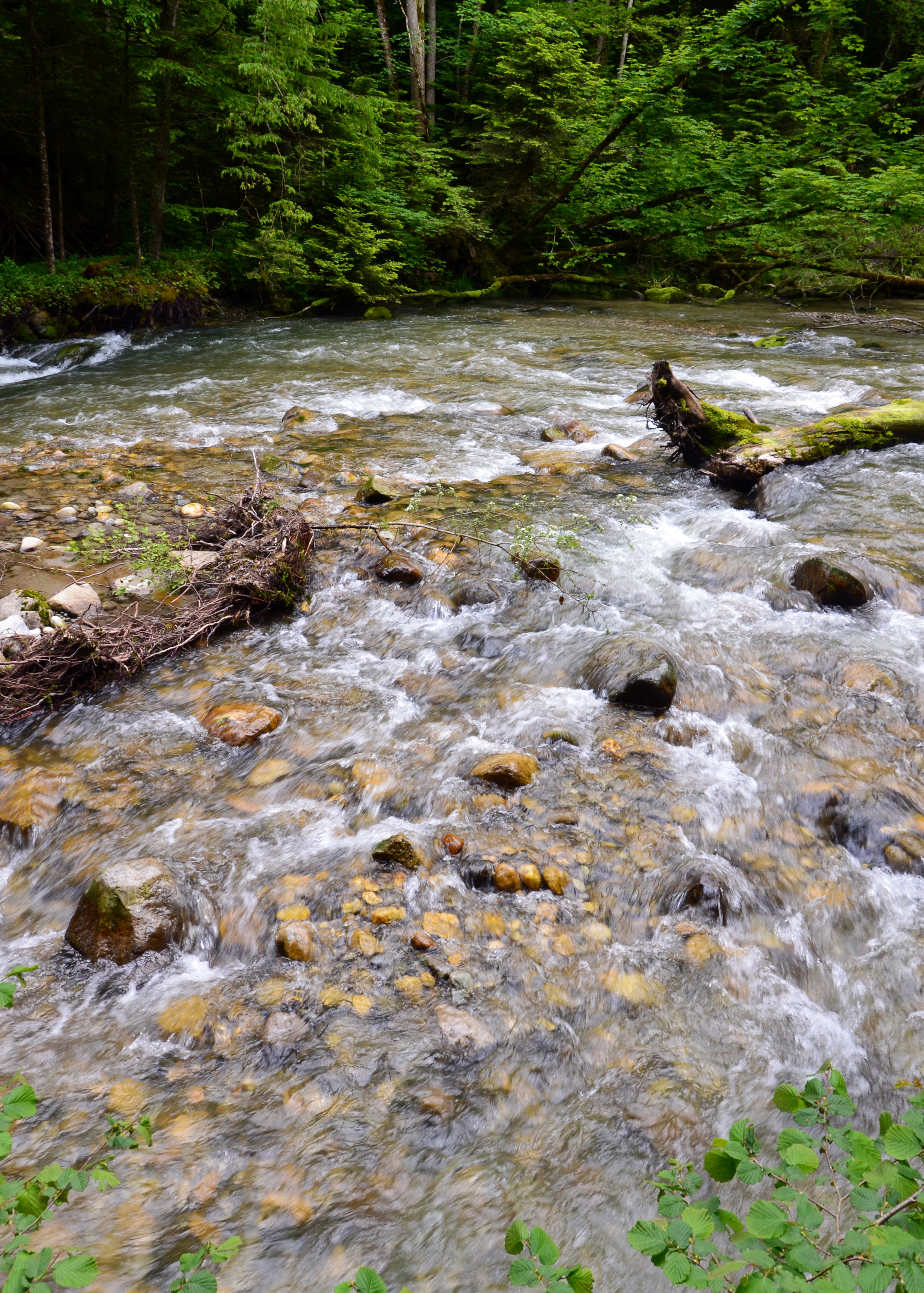

托勒爾河是瑞士的河流，位於該國西部，流經沃州，屬於歐博訥河的支流，河道全長5公里，發源自比耶爾以西，河口處在歐博訥西北面。